# Tanjung Raman (Kota Agung)
Tanjung Raman is een bestuurslaag in het regentschap Lahat van de provincie Zuid-Sumatra, Indonesië. Tanjung Raman telt 174 inwoners (volkstelling 2010).